# HMailServer
hMailServer je poštovní server pro Microsoft Windows nabízený zdarma pod licencí GNU/GPL. Podporuje všechny běžné protokoly používané pro elektronickou poštu (IMAP, SMTP, POP3) a využívá snadno použitelnou knihovnu COM pro jednodušší integraci s dalším softwarem. Podporuje virtuální domény, distribuční seznamy, antiviry, antispam, přezdívky (aliases), distribuované domény a mnoho dalšího. Konfigurace a data (kromě obsahu zpráv) jsou uložena v relační databázi. Poddporované dataáze jsou SQL Server Compact Edition (výchozí, embedded databáze) Microsoft SQL Server, MySQL a PostgreSQL.

## Klíčové vlastnosti
- POP3, SMTP, IMAP
- Virtuální domény
- Integrované zálohování
- Skriptování
- Externí účty
- Pravidla
- Podpora více jazyků
- Antivirus
- Ochrana proti spamu
- Směrování
- Záložní MX
- Zrcadlení
- Podpora více IP adres (Multihoming)
- Podpora databází SQL

## Podporované jazyky
hMailServer podporuje velký počet jazyků:
- Angličtina
- Bulharština
- Čeština
- Dánština
- Finština
- Francouzština
- Italština
- Japonština
- Maďarština
- Němčina
- Nizozemština
- Norština
- Portugalština (Brazilská)
- Portugalština (Portugalská)
- Španělština
- Švédština
- Turečtina